# Lagonosticta rhodopareia
L'amaranto di Jameson (Lagonosticta rhodopareia (Heuglin, 1868)) è un uccello passeriforme della famiglia degli Estrildidi.

## Descrizione

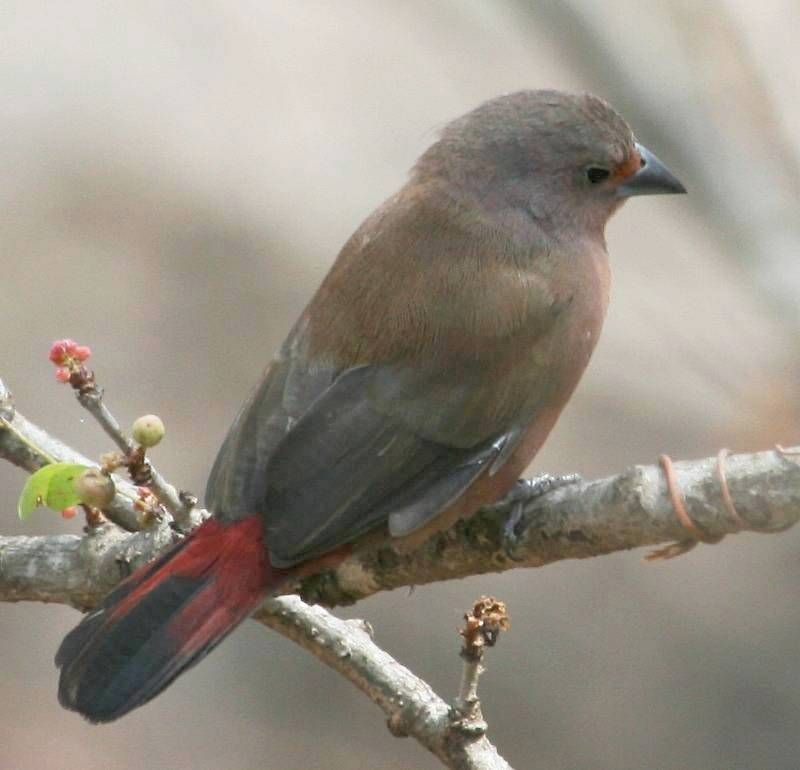
Una femmina nel parco nazionale Kruger.

### Dimensioni
Misura fino a 11 cm circa, coda compresa.

### Aspetto
La colorazione del maschio è rosso fragola su tutto il corpo, più brillante sul codione e più tendente al grigiastro su nuca, guance e dorso e al bruno ai lati del petto e sui fianchi, mentre le ali sono di colore bruno-olivastro e coda e sottocoda sono neri: all'attaccatura delle ali, ai lati del petto, sono presenti alcune macchie bianche. Nella femmina il rosso è appena accennato su faccia e petto e ben evidente solo sul codione, mentre la livrea è perlopiù grigio-brunastra. Gli occhi sono bruno-nerastri con cerchio perioculare rosato, le zampe sono di colore carnicino-grigiastro, il becco è nero-bluastro.

## Biologia
Si tratta di uccelli diurni che vivono perlopiù in coppie o in piccoli gruppetti familiari, passando la maggior parte della giornata al suolo o fra l'erba alta alla ricerca di cibo.

### Alimentazione
L'amaranto di Jameson è un uccello essenzialmente granivoro, che si nutre perlopiù di piccoli semi di graminacee e sporadicamente anche di piccoli invertebrati, che vengono cercati al suolo.

### Riproduzione
La stagione riproduttiva coincide con la fine della stagione delle piogge: il maschio corteggia la femmina tenendo un filo d'erba o una piuma nel becco, saltellandole attorno ed emettendo il proprio canto, fino a quando essa acconsente all'accoppiamento accovacciandosi e spostando lateralmente la coda.
Il nido viene costruito da ambedue i sessi fra l'erba alta o nel folto di un cespuglio, a poca distanza dal suolo: esso è costituito in massima parte da fili d'erba secca e fibre vegetali intrecciati piuttosto grossolanamente a formare una struttura globosa, rivestita all'interno con piume ed erba fine. Al suo interno la femmina depone 3-5 uova biancastre, che cova alternandosi col maschio per circa 12-13 giorni, al termine dei quali schiudono pulli ciechi ed implumi. La cura dei nidiacei è prerogativa di entrambi i genitori, che li imbeccano con semi rigurgitati e insetti: in tal modo i piccoli sono in grado d'involarsi attorno ai 16-19 giorni di vita, sebbene tendano a rimanere nei pressi del nido per almeno altre due settimane prima di allontanarsene definitivamente.
L'amaranto di Jameson subisce parassitismo di cova da parte del combassou violaceo.

## Distribuzione e habitat
Questa specie occupa un areale piuttosto vasto, che comprende gran parte dell'Africa meridionale a sud del Katanga e la fascia costiera dell'Africa orientale a nord fino al corno d'Africa.
Lhabitat di questi uccelli è rappresentato dalle aree secche boscose e cespugliose rade, con presenza di spiazzi erbosi più o meno estesi: essi si adattano tuttavia a vivere anche in zone rocciose o coltivate, fino a 1500 m di quota.
Nonostante si tratti di uccelli stanziali, pare che soprattutto dopo la fine della stagione riproduttiva i giovani si riuniscano in piccoli stormi, compiendo spostamenti anche di una certa entità

## Tassonomia
Se ne riconoscono tre sottospecie:
- Lagonosticta rhodopareia rhodopareia, la sottospecie nominale, diffusa in Africa orientale dal Sudan meridionale al Corno d'Africa e a sud fino alla Tanzania;
- Lagonosticta rhodopareia ansorgei Neumann, 1908, diffusa nella porzione occidentale dell'areale occupato dalla specie;
- Lagonosticta rhodopareia jamesoni Shelley, 1882, diffusa dal Kenya al Sudafrica;

In passato, se ne riconosceva una quarta sottospecie, Lagonosticta rhodopareia bruneli, attualmente elevata al rango di specie col nome di Lagonosticta umbrinodorsalis.
Il nome comune della specie è stato scelto in onore dello zoologo inglese Henry Lyster Jameson, mentre il nome scientifico deriva dall'unione delle parole greche ῥοδον (rhodos, "rosa") e παρειά (pareia, "guancia"), col significato di "dalle guance rosa", in riferimento alla livrea di questi uccelli.